# Mirassol FC
Mirassol Futebol Clube är en fotbollsklubb från staden Mirassol i São Paulo i Brasilien som bildades den 9 november 1925. Klubbens färger är grönt och gult och deras officiella maskot är ett lejon. Mirassol spelar på Estádio Municipal José Maria de Campos Maia som tar strax över 14 500 personer vid fullsatt och invigdes den 3 mars 1983. Klubben kallas oftast för "Leãozinho" ("Lilla lejonet").

## Historia
Klubben grundades den 9 november 1925 som Mirassol Esporte Clube. 1951 tog klubben steget upp i den näst högsta divisionen i São Paulos distriktsmästerskap men åkte ner igen inför säsongen 1960. Samma år bildades klubben Grêmio Recreação Esporte Cultura Mirassol (GREC) och klubbarna blev konkurrenter i den tredje högsta divisionen i São Paulo, och fyra år senare, 1964, slogs klubbarna ihop och bildade Mirassol Atlético Clube. Denna klubb lades ner 1982 och klubben nybildades under det nuvarande namnet Mirassol Futebol Clube. 1997 vann klubben sin första titel efter att ha vunnit Campeonato Paulistas tredjedivision. 2007 nådde klubben semifinal i Campeonato Paulistas andradivision vilket innebar att klubben flyttades upp till den högsta divisionen säsongen efter, för första gången i klubbens historia. Där nådde klubben bland annat kvartsfinal 2011 efter en sjundeplats (av 20 lag), men åkte ut efter att ha förlorat med 2-1 mot Palmeiras.